# Lilian Lloyd
Lilian Lloyd (né en 1973 à Melun) est un auteur de théâtre, metteur en scène, comédien et scénariste français. Lloyd est un pseudonyme, adopté en hommage à Harold Lloyd.

## Biographie
Né le 23 mars 1973, fils d'un boulanger et d'une mécanographe, il perd partiellement la mémoire à l'âge de huit ans, source selon lui de son goût futur pour les histoires. Il suit des études de scénariste à l'université Paris X-Nanterre et monte en 1994 une association de courts-métrages, No Comment Movies, avec laquelle il produit une cinquantaine de courts-métrages dont Rodad Juventud, premier prix du Festival Côté court de Pantin en 2000 et prix du jury de L'aventure des premiers films en 2000 également.
Il fait ses débuts au théâtre en 1998. Depuis il a écrit une quarantaine de pièces de théâtre dont une douzaine ont été publiées et jouées dans plusieurs théâtres. Il a passé en 2011 plusieurs mois comme auteur invité à la Maison des Écritures de Lombez.
Son écriture est vue comme « juste » et « fine », croquant la réalité avec dérision, profondeur et sensibilité. Ses pièces ont été jouées au Festival international de théâtre de Fribourg, au festival off d'Avignon, au Laurette Théâtre (Avignon), à Paris au Théâtre des Blancs-Manteaux, au Laurette Théâtre.

## Théâtre
- Histoire d'âmes, Éclats d'encre, 2000
- J'improsive, Éclats d'encre, 2002
- Y'a des nuits qui mériteraient pas de voir le jour, Éclats d'encre, 2002
- Nationale 666, Éclats d'encre, 2003
- Le conte de Camille, Éclats d'encre, 2003
- Les mâles heureux, Éclats d'encre, 2003
- Des maux sans lendemain, Éclats d'encre, 2003
- La Coulée Douce, Éclats d'encre, 2005
- Lavage délicat, Éclats d'encre, 2005
- L'homme qui courait sur les récifs, Éclats d'encre, 2005
- Une poussière dans l’œil, Éclats d'encre, 2006
- Joyeux anniversaire quand même, Éclats d'encre, 2007
- Un souffle au cœur, Éclats d'encre, 2007
- Des accordés, Éclats d'encre, 2012
- Comme un arbre penché : d'après une idée de Michel Leeb, L'Avant-scène théâtre, collection des quatre-vents contemporain, 2014